# Nekogami Yaoyorozu
Nekogami Yaoyorozu (яп. 猫神やおよろず Нэкогами Яоёродзу, Кошачья богиня из Яоёродзу) — японская манга, автором и иллюстратором которой является FLIPFLOP. Начала впервые выпускаться издательством Akita Shoten в журнале Champion Red Ichigo с июля 2007 года. 16 марта 2011 года были выпущены все 4 тома манги.
В декабре 2010 года журнал, выпускавший манги, объявил о скором выходе аниме. На основе манги студией AIC PLUS+ был выпущен аниме-сериал, который транслировался впервые по телеканалу AT-X с 9 июля по 24 сентября 2011 года. Всего выпущено 12 серий аниме. Сериал был позже лицензирован компанией Crunchyroll для показа на территории Гонконга, Кореи, Макао, Тайваня, Андорры, Бельгии, Франции, Люксембурга, Монако и Швейцарии.

## Сюжет
Действие разворачивается вокруг молодой богини-кошки Маю, которая была сослана гневной матерью на Землю и лишена большей части волшебных сил. Она стала жить в маленьком антикварном магазинчике и заручилась поддержкой и уважением со стороны местных богов и демонов. Маю же быстро находит себе новых друзей, с которыми будут происходить забавные истории.

## Список персонажей
Маю (яп. 繭)
Сэйю: Харука Томацу
Главная героиня и истории и богиня-кошка, изгнанная на землю своей матерью и частично лишённая своих божественных сил. Она очень ленивая и любит отдыхать дома, играть в видео-игры, есть и спать. Любит также дразнить окружающих. Питает сильную слабость к азартным играм, за что была выгнана на землю. Несмотря на свои качества, Маю искренне дорожит своими друзьями и готова пойти на всё ради их благополучия, за что в городе многие стали её уважать. Юдзу при первой встрече с Маю приняла её за бакэнэко.
Юдзу Комия (яп. 古宮柚子)
Сэйю: Юи Хориэ
Владелица японской антикварной лавки, которую она унаследовала от отца и живёт вместе с Маю. Юдзу очень жизнерадостная и редко злится. Несмотря на то, что её порой раздражает поведение и образ жизни Маю, она заботится о ней. Не обладает никакими сверх-способностями, однако хорошо знает многое о японской мифологии, культуре и истории.
Сасана Сёсоин (яп. 正倉院笹鳴)
Сэйю: Аи Каяно
Богиня-кошка с чёрными длинными волосами, официально помолвлена с Маю, лишь потому, что их отцы решили, что они будут отличной парой, не учтя того, что они обе девочки. Несмотря на это, Сасана готова к браку с Маю и очень хорошо относится к ней, называя её «Маю-сама». Владеет магическим деревянным мечом. Объявила соперничество с Мэйко за сердце Маю.
Мэйко (яп. メイ子)
Сэйю: Аяна Такэтацу
Внучка бога Дайкокутэна, обладает магическим золотым молотом, который невероятно мощный, а также, согласно легенде, может создавать золотые монеты. Как и Сасана, любит Маю из-за прошлых обстоятельств. Когда у Мэйко не было друзей, Мая сказала, что может приходить с к ней, когда захочет. Мэйко часто краснеет.
Ёсино (яп. 芳乃)
Сэйю: Мако Сакураи
Богиня цветущей сакуры. Её сила совсем не велика и связана лишь с цветением сакуры, поэтому она не может сражаться, после случая с волшебной баночкой присоединяется к друзьям Маю.
Гонта (яп. ゴン太)
Сэйю: Юко Сампэй
Бог-лис, который отвечает за благополучие города. Влюблён в Юдзу и его часто преследуют эротические фантазии с ней. Очень смелый, и готов идти на большие опасности, однако очень слаб в плане отношений и не в состоянии выразить свои чувства. Ревнует к Маю из-за того, что та находится всегда рядом с Юдзу.

## Список серий аниме
| 01 | The God of Poverty's Inspect+ «Binbōgami Insupekuto+» (貧乏神インスペクト＋) | 9 июля, 2011      |
| Сямо, богиня бедности собирается приехать со своими друзьями , чтобы сформировать коалицию. Главные герои пытаются выследить и остановить их, до того, как начнутся стихийные бедствия. |                                                                              |                   |
| 02 | Sakura Front Overture «Sakura Furonto Ōbāchua» (桜フロントオーバーチュア)    | 16 июля, 2011     |
| Ёсино, богиня цветущей сакуры случайно отправляет банку с волшебной золой, которая необходима для цветения сакуры. Маю, не зная, что это, выбрасывает банку.                            |                                                                              |                   |
| 03 | Desperate Deadline «Sute Hachi Deddorain» (捨て鉢デッドライン)               | July 23, 2011     |
| Юкина Ками, могущественный экзорцист и популярная мангака оказывается схваченной. Её ассистенты, который являются сикигами, убегают от Маю и пытаются вернуть Юкину.                    |                                                                              |                   |
| 04 | Memory Halation Summer «Omoide Harēshon Samā» (思い出ハレーションサマー)     | 30 июля, 2011     |
| Урара прибывает в Яойорозудо, чтобы найти своего старого владельца, Макитаро, но вместо этого находит его дочь Юдзу и позже заставляет видеть её кошмарные сны.                         |                                                                              |                   |
| 05 | Typhoon God Overrun «Gufū-shin Ōbāran» (颶風神オーバーラン)                  | 6 августа, 2011   |
| После того, как Гонта выигрывает билеты, он приглашает главных героев на Пляж, однако нагрянул огромный тайфун.                                                                         |                                                                              |                   |
| 06 | Recollection of the Antiquity «Tsuioku Antikiti» (追憶アンティキティ)        | 13 августа, 2011  |
| Юдзу навещает старого продавца антиквариата и вспоминает, как стала жертвой продавца-дилера но перехитрила его.                                                                         |                                                                              |                   |
| 07 | September Thriller Night «Nezameduki Surirānaito» (寝覚月スリラーナイト)     | 20 августа, 2011  |
| Главные герои решают помочь с праздником в святыне Гонта и перед сном рассказывают друг другу страшилки.                                                                                |                                                                              |                   |
| 08 | Mukoubuchi Dice Roll «Mukou Buchi Daisurōru» (むこうぶちダイスロール)        | 27 августа, 2011  |
| У Маю пропадает видео-игра и она отправляется в храм Гонта, чтобы выкрасть её обратно и узнаёт, что Сидзуна периодически занимается воровством.                                         |                                                                              |                   |
| 09 | Rainy Rainy «Reinī Reinī» (レイニーレイニー)                                 | 3 сентября, 2011  |
| Маю рассказывает историю, как её выгнали из Тамагахары к Ёсино, а позже, как она встретила призрака кота Котэцу.                                                                        |                                                                              |                   |
| 10 | Stray Cat On The Earth «Mayoineko Onjiāsu» (迷い猫オンジアース)              | 10 сентября, 2011 |
| Из-за недоразумения. Аманэ, кошка-хранитель лунных складов отправляется на Землю, чтобы противостоять Маю.                                                                              |                                                                              |                   |
| 11 | «Doraneko Ran-afutā» (どら猫ランアフター)                                    | 17 сентября, 2011 |
| Аманэ проводит несколько дней с Маю и получает от неё полезные уроки. |                                                                              |                   |
| 12 | «Kien Shukuen Kontenshon» (奇縁宿縁コンテンション)                           | 24 сентября, 2011 |
| Маю попадает в плен к её матери, чтобы быть выданной замуж за лунного бога Цукиёми. |                                                                              |                   |

## Критика
Представитель сайта Anime News Network Тэрон Мартин отметил, что довольно забавно смотреть, как студия преподносит высших синтоистских богов, как погрязших в богатстве и власти. Сам сюжет развивается быстро, поэтому сериал легко смотреть. Персонажи очень милые и артистичные. Нет злоупотребления сценами со сражениями. Хотя сам сериал как комедия не вызовет столько много веселья, но должен немного приподнять настроение.